# Madsirwar, Sindhnur
Madsirwar là một làng thuộc tehsil Sindhnur, huyện Raichur, bang Karnataka, Ấn Độ.